# SK Schwäbisch Hall
Der Schachklub Schwäbisch Hall wurde 1936 in Schwäbisch Hall gegründet. Heute zählt der Verein circa 70 Mitglieder und verfügt seit der Saison 2018/19 nur noch im Frauenspielbetrieb über eine Mannschaft in der höchsten Spielklasse, der 1. Frauen-Bundesliga.

## Mannschaften
Die erste Mannschaft des SK Schwäbisch Hall spielte von 2014/15 bis zur Saison 2017/18 in der deutschen 1. Bundesliga. Nach der Aufstiegssaison 2013/14 erreichte Schwäbisch Hall in der Saison 2014/15 und der Folgesaison Rang vier. Auch in den Spielzeiten 2015/2016 und 2016/2017 belegte die Mannschaft den vierten Rang. Nach der Saison 2017/18, die man auf dem achten Platz abschloss, wurde die Mannschaft aus der Bundesliga zurückgezogen.
Die Damen-Mannschaft des SK Schwäbisch Hall spielt seit der Saison 2014/15 in der 1. Liga der Frauen und wurde dort 2015/16 Vizemeister. In der Saison 2016/17 gewannen die Damen den Titel.
Der Verein verfügt über eine eigene Jugendabteilung.

## Spielort
Training und Heimspiele der Herren I-III finden im Haus der Vereine (Am Schuppach 7) statt, die Heimspiele der Frauenbundesliga trägt der SK Schwäbisch Hall im Foyer der Bausparkasse Schwäbisch Hall (Crailsheimer Straße 52) aus.